# Punta Cardón
Punta Cardón – miasto w Wenezueli, w stanie Falcón, w gminie Carirubana.
Według danych szacunkowych na rok 2015 liczy 112 400 mieszkańców.